# Японская скумбрия
Японская скумбрия (лат. Scomber japonicus) — вид рыб семейства скумбриевых. Обитают в субтропических и умеренных водах. Пелагические рыбы, встречаются на глубине до 300 м. Максимальная длина 64 см. Ценная промысловая рыба.

## Ареал
Восточная скумбрия широко распространена в умеренных, субтропических и тропических водах. В России она добывается у Курильских островов.
Населяет прибрежные районы с температурой от 10 до 27° С. Эти мезо- и эпипелагические рыбы встречаются над материковым склоном от поверхности воды до глубины 300 м. В летнее время мигрируют в воды, подверженные сезонному прогреву, значительно расширяя свой ареал.

## Описание
У японских скумбрий удлинённое веретеновидное тело, тонкий и сжатый с боков хвостовой стебель с 2 боковыми килями, продольный средний киль между ними отсутствует. Имеется ряд из 4—5 дополнительных плавничков позади мягкого спинного и анального плавников. В первом спинной плавнике 9—10 колючек, во втором спинном плавнике 11—12 лучей. Расстояние между спинными плавниками меньше длины основания первого спинного плавника. Брюшной межплавниковый отросток невысокий и не раздваивается. Хвостовой плавник твёрдый и широко раздвоенный. Тело целиком покрыто мелкой циклоидной чешуёй. Имеется хорошо развитый плавательный пузырь. Панцирь в передней части тела, образованный крупными чешуями, отсутствует. Боковая линия почти прямая, с небольшим волнообразным изгибом. Зубы мелкие, конические. Нёбные зубы выстроены в один или два сливающихся ряда. Тонкие жаберные тычинки средней длины, на первой жаберной дуге 37—47 тычинок. Чешуй в боковой линии 200—233. Анальный плавник начинается чуть позади вертикальной линии, проведённой через начало второго спинного плавника. В анальном плавнике 11—12 лучей. Позвонков в туловищном отделе позвоночника 14, в хвостовом 17.
Рыло заострённое. Передний и задний край глаз прикрыты жировым веком. Жаберные тычинки видны через широко раскрытый рот. Грудные плавники короткие. Спинка тёмно-синего или зеленовато-синего цвета, покрыта волнообразными тёмными поперечными линиями. Бока желтоватые, брюшко серебристо-белое или с синевато-серыми пятнами и волнистыми прерывистыми линиями.

## Биология
Пелагическая стайная рыба, держится в основном в прибрежных водах. Часто образует скопления в эпипелагической зоне, в районах подводных возвышенностей. У взрослых рыб развито стайное поведение, начинает хорошо проявляется у молоди длиной 3 см.

### Размножение и жизненный цикл
Икрометание порционное. В северо-западной части Тихого океана нерест происходит в водах Японии, в северо-восточной части Восточно-Китайского моря, над континентальным шельфом и над подводными банками на глубине до 200 м. Сезон длится с марта по июль, пик приходится на апрель-май. Икра пелагическая с жировой каплей, диаметром 0,93—1,15 мм. Плодовитость до 1 млн икринок. При температуре воды 13—14 C° икра развивается примерно 7 дней, а при температуре 16—19 C° 3—4 дня.
У побережья Северной Америки нерестовые зоны расположены в заливе Себастьян Висканья, от мыса Эухения до мыса Сен-Лукас и в Калифорнийском заливе. Сезон продолжается с марта по октябрь, пик в апреле-августе. На 1 г массы тела самки приходится 264 икринки.
В юго-восточной части Тихого океана японская скумбрия нерестится с июня по март, у берегов Перу с января по май и в сентябре. Порционная плодовитость самок длиной 29—33 см около 50—60 тысяч икринок.
В центрально-восточной части Атлантического океана нереста происходит в районе мыса Кап-Блан, Буждур, Хуби и Гир и длится с декабря по июнь при температуре 16,5—18,5 C°. В районе мыса Зелёный при температуре 19—25 C° с декабря по апрель. В Гвинейском заливе наблюдается два пика нереста: первый в декабре-январе, а второй в июле-августе при температуре 19—22 C°. Наиболее массовые скопления нерестящейся скумбрии собираются на глубине 100—200 м. У подводных возвышенностей, расположенных к югу от Азорских островов сезон нереста приходится с декабря по июнь. Плодовитость скумбрии длиной 28—32 см в этих водах достигает 90—120 тысяч икринок, а самки длиной 33—38 см мечут 130—250 тысяч икринок. В водах Южной Африки японская скумбрия нерестится с июня по сентябрь при температуре 11,5—16,9 C°. В западной части Аравийского моря нерест наблюдается в июле-августе.
Личинки выклёвываются из икринок имея в длину 2,7 мм. Через месяц её длина составляет 3,3—6,9 см, ещё через 2 недели 10,2—12,2 см, а спустя 3 месяца после выклева 15—18 см. Длина молоди к концу первого года жизни достигает 19—20 см. Быстрее всего японская скумбрия растёт в первый год, затем рост замедляется. Рыбы достигают половой зрелости в зависимости от географического места обитания при длине 24—30 см в возрасте 3—4 лет, реже в 2 года. Максимальная продолжительность жизни 5—8 лет.
| Длина и возраст японской скумбрии | Длина и возраст японской скумбрии | Длина и возраст японской скумбрии | Длина и возраст японской скумбрии | Длина и возраст японской скумбрии | Длина и возраст японской скумбрии | Длина и возраст японской скумбрии | Длина и возраст японской скумбрии | Длина и возраст японской скумбрии |
| --------------------------------- | --------------------------------- | --------------------------------- | --------------------------------- | --------------------------------- | --------------------------------- | --------------------------------- | --------------------------------- | --------------------------------- |
| Возраст (лет)                     | 2                                 | 3                                 | 4                                 | 5                                 | 6                                 | 7                                 | 8                                 | 9                                 |
| Длина (см)                        | 19,3                              | 27,2                              | 31,6                              | 35,2                              | 37,2                              | 39,0                              | 40,3                              | 41,4                              |

### Питание
Японская скумбрия питается зоопланктоном, хорошо приспосабливается к составу кормовой базы. Основу рациона составляют массовые скопленения мелких животных в районе нагула: эвфаузиды, копеподы, головоногие, гребневики, сальпиды, полихеты, крабы, мелкие рыбы, икра и личинки рыб. Наблюдается сезонное изменение рациона. Скумбрии длиной 35—40 питаются преимущественно рыбами. У крупных особей отмечен каннибализм. Скумбрии кормятся в основном в сумерки и днём.

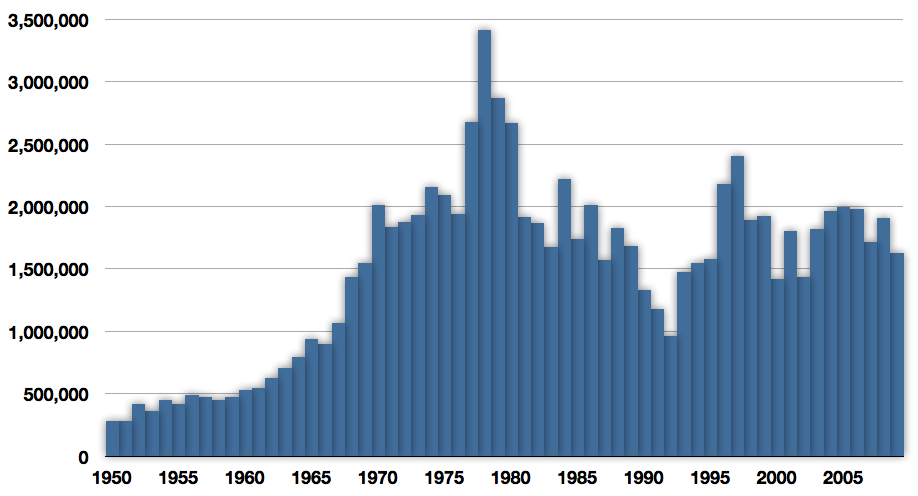
Уловы японской скумбрии в 1950—2009 гг.(тонны)

### Миграции
Отнерестившись японские скумбрии, обитающие в дальневосточных водах Тихого океана весной мигрируют к северу, в районы нагула. Миграции происходят как в прибрежной зоне, так и в открытом океане. Скорость передвижения составляет 100—450 миль в месяц. В июле рыбы достигают восточного побережья Хоккайдо, в августе-сентябре скопления скумбрии наблюдаются у южных Курильских островов, а в октябре начинается обратная миграция на юг в районы нереста. Скумбрии, принадлежащие к северо-американской популяции, после нереста перемещаются от центральной части побережья Калифорнии на север. У берегов африканского континента миграционный путь проходит вдоль берегов Западной Африки.

## Взаимодействие с человеком
Ценная промысловая рыба. Основной промысел ведётся в северо-западной части Тихого океана. Россия и Япония добывают японскую скумбрию главным образом на прибрежных зимовальных скоплениях. Наибольшие уловы наблюдаются в сентябре-ноябре. Промысел ведётся разноглубинными тралами, кошельковыми и ставными неводами, жаберными и дрифтерными сетями и удебной снастью. Скумбрия поступает на рынок в мороженом, копчёном, консервированном и солёном виде. Международный союз охраны природы присвоил виду охранный статус «Вызывающий наименьшие опасения».
Является объектом коммерческого разведения (Япония).